# Les Nuits sans soleil
Singles de Ivanov
Aventurier
(1990)
Clip vidéo
[vidéo] « Les Nuits sans soleil (Télé Caroline, FR3) », sur YouTube
Les Nuits sans soleil est une chanson du groupe de musique français Ivanov, qui l'a sortie comme son premier single en 1989.
La chanson fait son entrée au classement français des singles à la 47e place lors de la semaine du 9 septembre 1989 et atteint sa meilleure position à la 7e place pour deux semaines non consécutives en novembre et décembre.

## Liste des titres
| 1. | Les nuits sans soleil                | 3:40 |
| 2. | Les nuits sans soleil (Instrumental) | 3:40 |

Productions A.C.N./Lederman
Distribution EMI Pathé Marconi S.A.

## Classements
| Classement (1989) | Meilleure position |
| ----------------- | ------------------ |
| France (SNEP)     | 7                  |